# Яблуня домашня
Яблуня домашня (Malus domestica) — вид рослин дрібних листяних дерев і чагарників з роду яблуня родини трояндові. Широко розповсюджене плодове дерево. Батьківщиною вважається Центральна Азія: Афганістан, Казахстан, Киргизстан, Пакистан, Таджикистан, Узбекистан, Китай (Цинхай, Сіньцзян).

## Ботанічний опис
Це листопадове дерево 2–15 м заввишки. Стовбури 5–30 см у діаметрі; кора темно-сіра або сіро-коричнева, луската; молоді гілки темно-коричневі або червонувато-коричневі, густо повстяні, стають голими. Бруньки темно-червоні або пурпурові, яйцеподібні, 3–4(5) мм, краї лусок густо запушені.

### Листя
Листя: прилистки опадні, ланцетні, 3–5 мм, верхівка загострена; ніжка листка 10–35 мм, від повстяної до рідко запушеної; листова пластинка еліптична, яйцеподібна або широкоеліптична, (2)5–10 × (1)3–6.5 см, основа широко клиноподібна або округла, краї нелопатеві, тупо-пилчасті, іноді пилчасто-городчасті, верхівка гостра, абаксіальна поверхня (низ) гола, адаксіальна (верх) густо запушена.

### Квіти

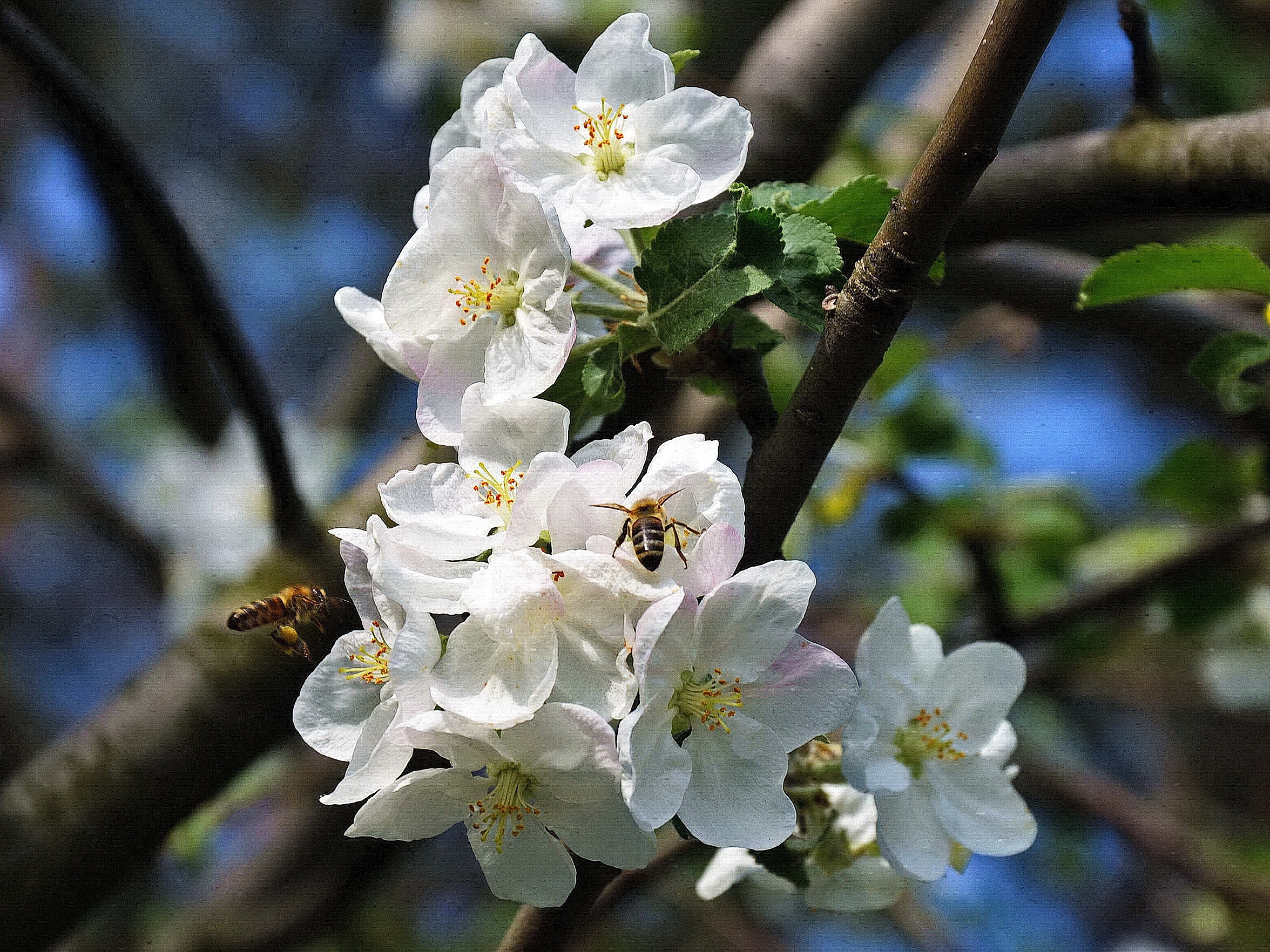
Яблуня домашня в травні

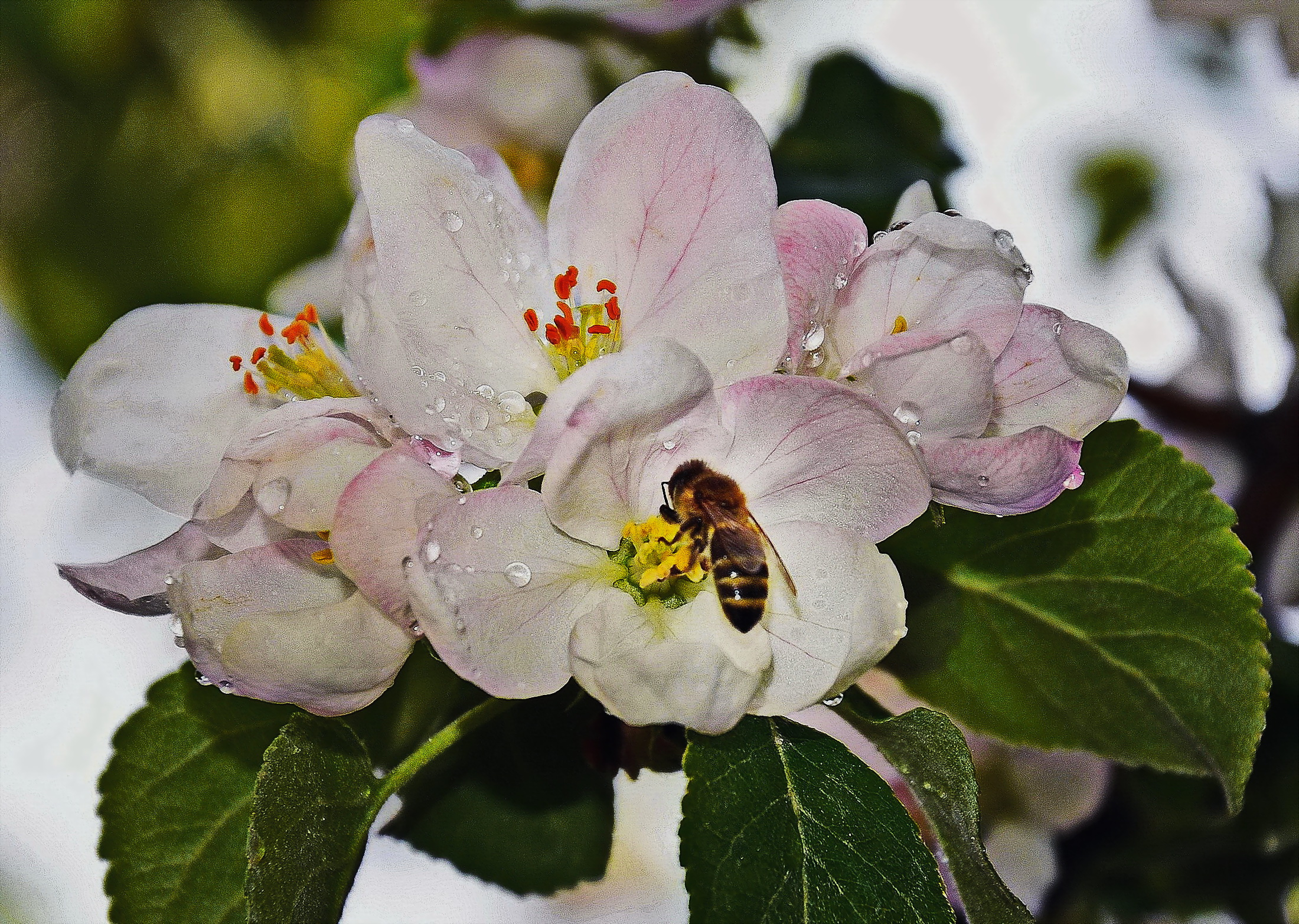
Яблуня домашня в травневі дні

Волоті зонтикоподібні; квітконоси відсутні; приквітники опадні, ниткоподібні, 5–7 мм. Квіти 30–40 мм у діаметрі; чашолистки трикутно-ланцетні або трикутно-яйцеподібні, 6–8 мм, рівні або довші за трубку, верхівка загострена, поверхня повстяна; п'ять пелюсток оберненояйцеподібні, 15–25 мм, кігтики 1 мм, можуть бути білими, рожевими або червоними; зазвичай з червоними тичинками в кількості 20 штук. Цвітіння відбувається навесні і варіюється значно залежно від підвиду і сорту.

### Плоди
Яблука були улюбленим фруктом стародавніх греків і римлян, вони символізували любов. Для стародавніх кельтів з'їсти яблуко означало отримати знання предків і, в результаті, безсмертя.
Саме яблуко було мірою багатьох речей, і коли в середньовічній Європі з'являвся черговий заморський «фрукт», його насамперед порівнювали з яблуком: помідор, наприклад, прозвали «золотим яблуком», а картопля — «чортовим яблуком». Яблуко брало участь у людській історії так несподівано, що подекуди ми про це навіть не підозрюємо. Наприклад, йому ми зобов'язані появою губної помади (до речі, її назва походить саме від французького pomme — «яблуко»): відомий кардинал Рішельє дуже любив запах стиглих яблук, і одного разу попросив аптекаря приготувати з них мазь для губ.
За підрахунками учених, сьогодні яблуневі сади займають на землі п'ять мільйонів гектарів (значно більше всіх інших фруктів!), при цьому ближче до Півночі дев'ять дерев з кожних десяти плодових — це яблуні.
Плоди відрізняються за формою і розмірами (зазвичай понад 3 см в діаметрі), забарвленням і будовою шкірочки, часом дозрівання і лежкості. Плоди мають кислий, кисло-солодкий і солодкий смак.
Середня маса плодів 150—160 г, але може досягати 600—900 г. Цвітіння відбувається у квітні — червні, плодоносить у серпні — жовтні.

## Найперспективніші сорти
Сорти яблуні за термінами споживання плодів у свіжому вигляді діляться на літні, осінні і зимові. У літніх сортів знімна стиглість плодів збігається із споживчою, тобто, плоди, зняті з дерева, одразу придатні до вживання. У лісостеповій зоні України у літніх сортів вона настає в третій декаді липня — першій половині серпня, осінніх сортів — у другій половині серпня-перших двох декадах вересня і у зимових сортів — в третій декаді вересня — першій половині жовтня. Зимові сорти дають найбільш лежкі плоди. Вони в підвалі без холодильних установок можуть зберігатися до травня червня і навіть до нового врожаю. Залежно від погодних та кліматичних умов термін знімної зрілості і лежкість плодів одного й того ж сорту може істотно змінюватися. Чим далі на південь, тим раніше настає знімна зрілість плодів. Нижче викладається коротка господарська і біологічна характеристика найбільш поширених і перспективних сортів цієї породи.

### Літні сорти
Паперівка. Ранній літній сорт, районований в усіх областях України, за винятком Криму. Знімна стиглість плодів настає в третій декаді липня. Дерева дуже зимостійкі, скороплідні, при перевантаженні плодами переходять на періодичне плодоношення, плоди дрібнішають. Стійкість до парші та борошнистої роси висока, в загущених насадженнях плоди пошкоджуються плодовою гнилизною, при затримці зі зніманням осипаються, отримуючи ушкодження, сильно помітні на світлій шкірці.
Мелба. Зимостійкий сорт. Плоди дозрівають на початку серпня, відрізняються високими смаковими якостями. Дерева середніх розмірів, врожайні, скороплідні. У вологі роки досить сильно уражуються паршею, тому вимагають хімічного захисту від хвороб.
Слава переможцям. Літній або піздньолітній сорт. Сорт досить зимостійкий, але недостатньо посухостійкий, що і позначається на обсипаємості плодів. Дерева врожайні, зимостійкі, з високою якістю плодів.

### Осінні сорти
Антонівка звичайна. Ранньоосінній сорт, особливо поширений в полісській зоні. Дерева відрізняються високою зимостійкістю, врожайністю, слабо пошкоджуються паршею. Плодоносить періодично. Плоди порівняно недовго зберігаються, але хороші для мочіння і технічної переробки. Дерева цього сорту часто використовують для перещеплення в крону слабозимостійких сортів.
Уелс. Американський, зимостійкий, пізньоосінній сорт. Дерева дуже врожайні, скороплідні, стійкі до парші та інших захворювань. Плодоносять періодично. Плоди красиві, середніх розмірів, смачні, але осипаються, особливо при нестачі вологи і запізненні із збиранням, зберігаються до січня.
Пепінка золотава. Сорт Млеєвської дослідної станції садівництва. Дерева середніх розмірів, відрізняються скороплідністю, високою врожайністю, але пошкоджуються паршею і борошнистою росою. Плоди великі, хороших смакових якостей, зеленувато-золотисті зі світло-червоним рум'янцем.
Макінтош. Дуже хороший пізньоосінній сорт канадського походження. Районований майже у всіх зонах України, але на присадибних ділянках може вирощуватися тільки із застосуванням пестицидів для боротьби з паршею.

### Зимові сорти
Сніговий кальвіль. Найпоширеніший зимовий сорт, районований в усіх областях України, за винятком Закарпатської і Кримської. Дерева відрізняються високою зимостійкістю щорічним і рясним плодоношенням, стійкі до захворювань.
Джонатан. Сорт з США. В Україні районований майже у всіх областях. Плоди високих смакових якостей. Дерева відрізняються скороплідністю, високою врожайністю, схильні до загущення, пошкоджуються борошнистою росою, в суворі зими підмерзають, вимагають досить зволожених і родючих ґрунтів. Плоди високих смакових якостей. Не втрачають смакових якостей до травня. При високих врожаях дрібнішають.
Бойкен. Пізньозимовий сорт західноєвропейського походження, районований в поліській та лісостеповій зонах. Дерева середньорослі, високоврожайні, з незагущеною кроною, починають плодоносити на 5-6-й рік, уражуються борошнистою росою, особливо в південних областях. Плоди великі або середньої величини, зберігаються довго, але кислі.
Ренет Симиренка. Сорт пізньозимовий терміну, широко поширений. В Україні не районований тільки а поліській та карпатській зонах. Відрізняється скороплідністю, високою врожайністю, хорошим смаком і лежкістю плодів. Найголовніший недолік сорту — низька стійкість до хвороб, особливо до парші. Для отримання високоякісних плодів необхідно застосування пестицидів і отрут проти хвороб.
Голден делішес. Сорт американського походження, все більшого поширення набуває в південних, південно-заході області України та в Закарпатті. У більш північних районах для нього не вистачає тепла, тому плоди, особливо в холодне літо, не досягають смакових якостей, притаманних сорту. Дерева скороплідний, високоврожайні, можуть підмерзати, пошкоджуються борошнистою росою і паршею.
Делішес і його клони. З основного сорту отримані клони з гарнішим забарвленням плодів (Ред делішес, Старкінг, Рояль ред делішес, Річаред та ін.) Всі ці сорти відрізняються малим вмістом органічних кислот (0,20-0,25 %) в плодах і тому солодкі на смак. Сорт Старкінг з цієї групи у свою чергу дав ряд почкових мутацій, що відрізняються скороплідністю, низьким ростом дерев, кільчаточний типом плодоношення та іншими цінними якостями. Цю групу називають спуровими сортами (Старкрімеон, Велспур, Редепур, Старкепур та ін.) Всі спурові і неспурові сорти групи делішес дають плоди високої якості тільки в південних районах при достатній кількості тепла і вологи.
Зимове Плесецького. Плоди великі, плоскі з яскраво-червоним покривним забарвленням, доброго смаку, зберігаються до травня — червня. Дерева зимостійкі, високоврожайні, відносно стійкі до грибних захворювань. Районований у Хмельницькій, Вінницькій, Полтавській, Сумській і Рівненській областях.
Київське зимове. Плоди середнього розміру, покриті смугастим рум'янцем, доброго смаку, зберігаються до травня. Дерева зимостійкі, високоврожайні, стійкі до парші. Районований у Вінницькій, Черкаській і Жітомирській областях.
Зимове лимонне. Плоди середнього розміру, світло-зелене, іноді із слабкою засмагою, смак задовільний і хороший, найкращий у східній частині лісостепової зони. Дерева зимостійкі, відносно стійкі до парші. Районований у Полтавській, Харківській і Сумській областях.
Антор (спуровий сорт). Плоди середнього розміру, покриті червоним розмитим рум'янцем, доброго смаку, зберігаються до лютого — березня. Дерева слаборослі, зимостійкі, скороплідні, кільчастого типу плодоношення, стійкі до парші. Районований у Київській області.
Зоря Поділля. Плоди середніх розмірів, яскраво забарвлені, хороших смакових якостей, зберігаються ло квітня. Дерева врожайні, частково пошкоджуються паршею. Сорт районований в Луганській, Кіровоградській та Сумській областях. Перспективний для Лісостепу України.
Ренетне Дуки. Плоди середнього розміру або великі, яскраво забарвлені, доброго смаку, зберігаються до травня. Дерева високоврожайні, зимостійкі, стійкі до грибних захворювань. Перспективний для Лісостепу України.
Росавка. Український пізній зимовий сорт. Плоди великі, світло-зеленого забарвлення з темно-червоним рум'янцем, який вкриває більшу площину поверхні плоду. Районований у Лісостеп, Степ, перспективний для Полісся.
Рубінове Дуки. Плоди рубіновою забарвлення, середнього розміру, доброго смаку, зберігаються до квітня. Дерева, як і у попереднього сорту, середньорослі, зимостійкі, врожайні, стійкі до парші. Сорт перспективний для південних і південно-західних областей.
Муцу. Пізньозимовий японський сорт, відносно зимостійкий і стійкий до парші в умовах Лісостепу України. Дерева скороплідні, врожайні, середніх розмірів. Плоди великі, світло-жовті, іноді мають слабкий рум'янець, дуже смачні, зберігаються до травня. Перспективний для Степу н Лісостепу.
Ундіне. Пізньозимовий сорт з Німеччини. Плоди середніх розмірів, зеленувато-жовті з червоно-коричневим рум'янцем, зберігаються до нового врожаю, гарного смаку. Дерева зимостійкі, не ушкоджуються паршею, трохи виражена періодичність плодоношення. Перспективний для лісостепової та поліської зон.
Кід орданж ред. Новозеландський сорт, перспективний для Степу та Лісостепу України. Чим далі на північ, тим більше йому не вистачає тепла. Плоди доброго смаку в південних районах. Дерева невисокі, скороплідні, високоврожайні, стійкі до парші.
Джонаред. Клон сорту Джонатан, що відрізняється від нього більш забарвленими плодами, дещо кращим їх смаком, особливо в більш північних районах. Як і Джонатан, пошкоджується борошнистою росою.
Джонаголд. Отриманий від схрещування Голден Делішес з Джонатаном. Плоди середнього розміру подовжено-конічної форми, з довгими плодоніжками, мають гарне розмите покривне забарвлення, смачні, зберігаються до травня. Стійкість до грибних захворювань відносно висока. Перспективний для Лісостепу та Степу України.
Сари Синап. Промисловий сорт високої врожайності з бочкоподібними плодами середньої величини, добре витримують перевезення і довге зберігання. Пошкоджується паршею.
Кандиль Синап. Урожайний сорт, з великими циліндричними плодами, пофарбованими яскравим рум'янцем, цінний промисловий сорт, придатний для експорту. Недолік Кандиль-Сиапу — легка обсипаємість плодів з дерева, необхідна посадка в захищених від вітру місцях.

### Інші поширені сорти
Ред делішес (red delicious)
Це один з класичних сортів — одне з найпопулярніших яблук для десерту. Цей плід у формі серця важко сплутати з плодами інших сортів. Темно-карміновий, витончений, з міцною глянсовою шкіркою. Хрусткі яблука з ніжним солодким смаком і біло-кремовою соковитою м'якоттю краще всього підходять для салатів. «Делішес» довгий час зберігається.
Голден делішес (golden delicious)
Це яблуко підходить для всього. Цими солодкими, соковитими і хрусткими яблуками можна ласувати просто так, використовувати у випічці і для салатів. Аромат у цього сорту яблук густий, схожий на грушевий. Їх м'якоть залишається білосніжною довше за будь-які інші яблука.
Гала (gala)
Дозріває цей сорт в кінці серпня. Його гладка, блискуча шкірка може мати різні кольори: лимонно-жовті, вогненно-оранжеві та червоні. Яблука Гала хрусткі, з щільною і соковитою м'якоттю, ароматні і солодкі. Яблуко виділяє аромат свіжості, горіхів і карамелі. В основному, яблука вживають просто так або для салатів і соусів. Не зважаючи на те, що збирають їх рано, плоди добре зберігаються в холодильнику до лютого-березня.
Фуджі (fuji)
Дозріває в кінці жовтня. «Фуджі» — справжня екзотика родом з Японії. Фуджі добре підходить для використання у випічці і салатах. Яблука фуджі округлі, червоний-малинового кольору з хрусткою соковитою м'якоттю і прекрасним солодким смаком. Цей зимовий сорт яблук в звичайних умовах зберігається чотири місяці. У холодильнику він здатний зберігати свіжість і щільність до травня.
Гренні Сміт (granny smith)
Кругле яблуко насиченого яскраво-зеленого кольору із щільною шкіркою, незвичайно кислим смаком і твердою м'якоттю. Ці яблука підходять як для використання в кулінарії, так і для вживання в свіжому вигляді. Але особливо Гранні Сміт хороші в пирогах. Цей сорт ще називають — «зелений тонік».
Бреберн (braeburn)
Це солодке, пряне яблуко. Гамма кольорів — від оранжевого до червоного на жовтому тлі. Міцне, соковите, хрустке щільне яблуко.
Пінк леді (pink lady)
Яблуко з щільною, хрусткою м'якоттю і незвичайним кислуватим смаком. Його можна використовувати і просто так, і в салатах, соусах та випічці. Пінк Леді — один з останніх за часом збирання сортів, його збирають в кінці жовтня. Прохолодні осінні ночі додають цьому сорту його рожевий колір, завдяки якому яблуко отримало свою назву.

## Цікаві факти
- У середньому яблуці приблизно 80 калорій.
- Найдовша смужка шкірки була зрізана Коті Мадісон 16 жовтня 1976 року в Рочестері, Нью-Йорк. Її довжина становила 52 метри.
- Більшість квітів яблук спочатку рожеві, а потім, коли відкриваються, вони поступово стають білими.
- Найважче яблуко у світі важило 1.3 кг
- У доісторичних поселеннях у Швейцарії були знайдені обвуглені плоди яблук.
- Яблука належать до родини розоцвітих.
- Вживання яблук і яблучного соку захищає клітини головного мозку від пошкоджень і запобігає втраті пам'яті в літньому віці, не пов'язаній з хворобою Альцгаймера і іншими психічними захворюваннями. До таких висновків прийшли американські дослідники з Університету Массачусетсу (м. Ловелл, штат Массачусетс) на підставі експериментів над лабораторними мишами.
- Сонник. Яблуні — злидні. Деревина одна, висока — з кимось діло матимеш неприємне, сварка. Яблука — радість. Яблука спілі — добре, зелені — печаль. Як сняться яблука, то це гарна прикмета, — збудеться, що задумав. Коли сняться яблука одруженим — це на прибуток, на добре. Як сняться гнилі яблука, то це на погане життя. Коли сниться, що їси чи рвеш яблука, то це прикмета, що незабаром захворієш. Кислі яблука їси — туга, печаль. Яблука спілі, червоні — чогось червоніти, сором. Падіння двох яблук із яблуні вві сні означає народження близнят.